# Szeben (folyó)
A Szeben folyó (románul Cibin, németül Zibin) az Olt mellékfolyója Erdélyben. A Csindrel-hegy alatti sziklakatlanban fekvő tengerszemből ered és északkeletre folyik. Gurarónál kilép a nagyszebeni lapályra és itt keletre fordulva, Nagyszeben városán folyik keresztül, majd délkeletre kanyarodva, Nagytalmácson alul, Vöröstoronnyal (Porcsesd) szemben az Oltba ömlik. Mellékvizei közül a fontosabbak jobb felől a Cód, bal felől pedig a Hortobágy.